# Look for the Silver Lining
Look for the Silver Lining is een Amerikaanse musicalfilm in Technicolor uit 1949 onder regie van David Butler. De film vertelt het levensverhaal van zangeres-danseres Marilyn Miller en werd destijds in Nederland uitgebracht onder de titel En toch schijnt de zon.

## Rolverdeling
| Acteur            | Personage              |
| ----------------- | ---------------------- |
| June Haver        | Marilyn Miller         |
| Ray Bolger        | Jack Donahue           |
| Gordon MacRae     | Frank Carter           |
| Charlie Ruggles   | Caro "Pop" Miller      |
| Rosemary DeCamp   | Mama Miller            |
| Lee and Lyn Wilde | Claire and Ruth Miller |
| Dick Simmons      | Henry Doran            |
| S. Z. Sakall      | Shendorf               |
| Walter Catlett    | Walter Catlett         |
| George Zoritch    | Ballet Specialty       |
| Will Rogers jr.   | Will Rogers            |